# Karoline Pierson
Karoline Wilhelmine Pierson, auch: Caroline, geborene Leonhardt, geschiedene Lyser, Pseudonym: R. Edmund Hahn (* 6. Januar 1811 in Zittau; † 2. April 1899 in Coswig (Sachsen)) war eine deutsche Improvisationskünstlerin und Schriftstellerin.

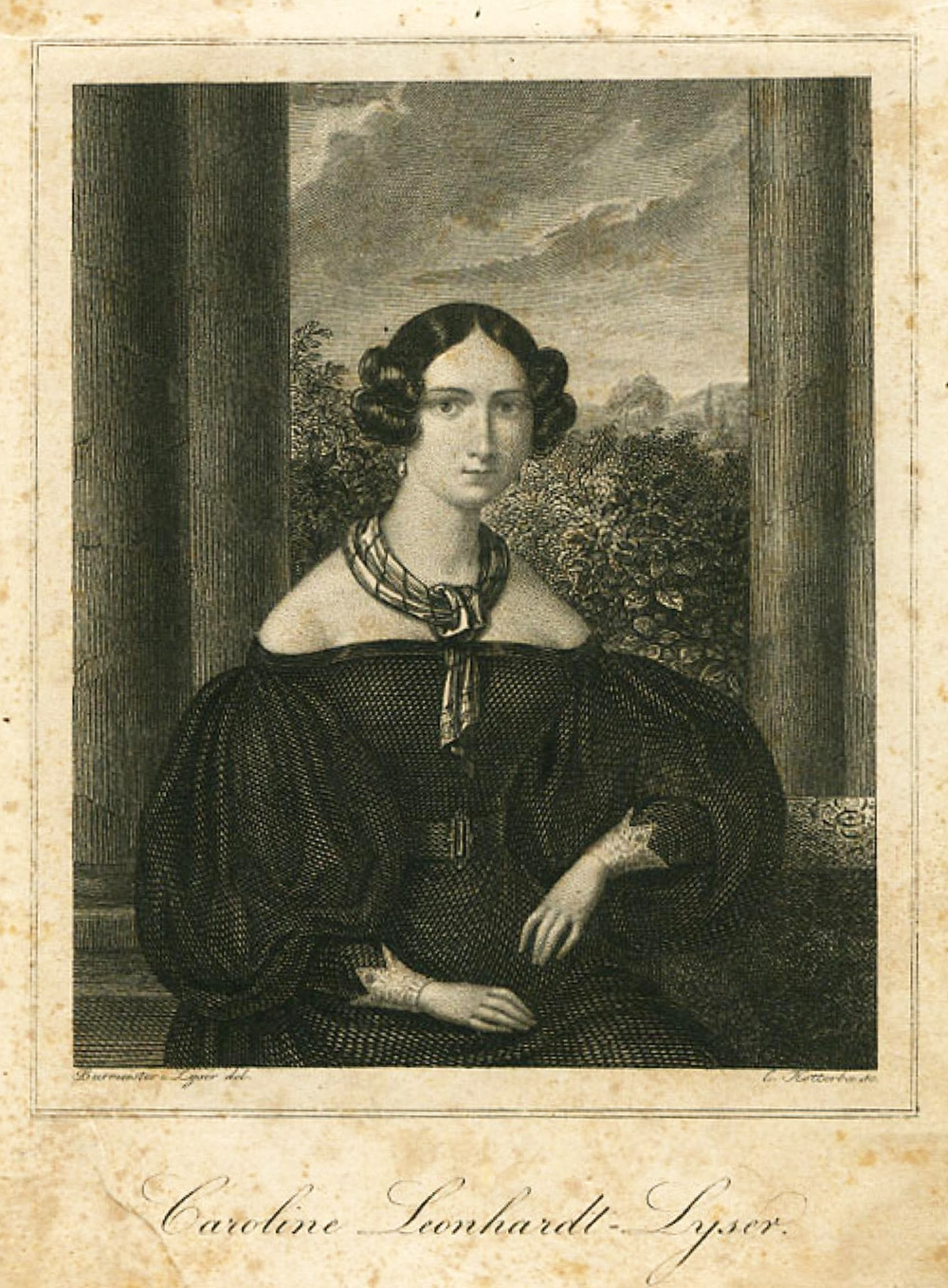
Caroline Leonhardt während ihrer Ehe mit Johann Peter Lyser

Karoline Pierson 1899

## Leben und Wirken
Karoline Leonhardt war die Tochter des Zittauer Kaufmanns Carl Gottlob Leonhard (* in Leipzig; † 27. Februar 1814 in Zittau) und seiner Frau Carolina Wilhelmina Pfeiffer (* 17. Oktober 1785 in Zittau; † 12. Januar 1811 ebenda). Kurz nach ihrer Geburt starb die Mutter. Der Vater heiratete am 15. Februar 1814 Christiane Caroline Henriette Noack (* 16. Mai 1789). Als der Vater drei Jahre später starb, heiratete ihre Stiefmutter am 3. November 1817 den königl. sächs. Hauptmann Johann Carl Adolph Dreverhoff, der ihr Stiefvater wurde. Sie wuchs im Haus der Stiefgroßeltern in der Oberlausitz auf, zeigte schon früh Talent im Improvisieren von Versen und verfügte über eine schöne Singstimme.
Nach der Schule ging sie nach Dresden und war hier schriftstellerisch tätig. Sie fand Anerkennung und Förderung von Johann Friedrich Kind und Ludwig Tieck. 1834 trat sie mit einer Sammlung ihrer Gedichte unter dem Titel Liederkranz an die Öffentlichkeit. Friedrich Rückert spendete diesen Liedern warmes Lob; sie wurden unter anderem von Carl Gottlieb Reißiger, Ernst Julius Otto, Carl Eduard Hering und Otto Nicolai vertont. Für die Opern Conradin von Schwaben (1834, Musik von C. E. Hering) und Bertha von Bretagne (1835, Musik von Joseph Rastrelli) schuf sie die Libretti.
1836 heiratete sie den Schriftsteller und Maler Johann Peter Lyser. Die Ehe war nicht glücklich und wurde 1842 wieder geschieden. Anfang 1840 begann sie ein Verhältnis mit dem aus Großbritannien stammenden Komponisten Henry Hugo Pierson. In dieser Zeit verfasste sie zahlreiche Novellen und Dramen. Ihre Beschäftigung mit dem Leben von Anna Louisa Karsch ermutigte sie, als Stegreifdichterin tätig zu werden. Von 1839 bis 1843 trat sie mit großem Erfolg als Improvisatrice auf und tourte durch die Bühnen und Höfe Mitteleuropas.
1844 ehelichte sie Pierson. Ihm zuliebe gab sie ihre bisherige Tätigkeit als Stegreifdichterin auf. Sie lebte in der Folge mit ihrer Familie, zu der drei Söhne und eine Tochter, außerdem zwei Söhne und eine Tochter aus erster Ehe zählten, in Wien, Mainz, Würzburg, Stuttgart, Hamburg und zuletzt in Leipzig. 1878 wurde sie Witwe und lebte seitdem überwiegend in Dresden.
Seit 1860 war sie wieder schriftstellerisch tätig; unter dem Pseudonym R. Edmund Hahn veröffentlichte sie eine ganze Reihe von Romanen. Ein Artikel in der Gartenlaube von 1874 beschrieb ihren Werdegang und feierte sie als Deutschlands Corinna.
Von ihren Söhnen mit Pierson betrieb Reginald Henry Holmer Pierson (1846–1906) ab 1880 in Coswig (Sachsen) das Sanatorium Lindenhof (heute Fachkrankenhaus Coswig), wo sie zuletzt lebte. Die anderen beiden Söhne Edgar Mansfield Pierson (1848–1919) und Henry (Georg) Pierson (1851–1902) gründeten nach ihrem Studium den zur damaligen Zeit bekannten Pierson’schen Verlag in Dresden, den Edgar später erfolgreich allein führte, während Henry Intendanturdirektor des Königlichen Schauspiels in Berlin wurde. Der Publizist und Mitbegründer der ersten satirischen Blätter der Arbeiterbewegung in Deutschland, Gustav Lyser (1840–1909), 1874 in die USA ausgewandert, entstammte ihrer ersten Ehe mit Johann Peter Lyser.

## Werke
- Beiträge in Abendländische Tausend und eine Nacht. 1838–39 und Abendländische Einhundert und eine Nacht. 1840
- Charakterbilder für deutsche Frauen und Mädchen. 1838
- Novellen. 1842
- Meister Albrecht Dürer. Drama in vier Aufzügen, 1840; 2. Aufl. 1871 (Digitalisat der 1. Aufl.)
- Herbstgabe 1839–41
 Neuauflage als Zehn Novellen. 1842
- Das Dokument. 1865
- Starhemberg oder: Die Bürger von Wien. 1865
- Ein Jahr in der großen Welt. 1866
- Das graue Haus in der Rue Richelieu. 1867
- Hohenzollern und Welfen. 3 Bände 1867–69
- Schloß Hrawodar. 1870
- Die Sklaverei der Liebe. 1872
- Die falsche Gräfin. 1873
- Der Zögling des Diplomaten. 1876
- Zu früh vermählt. 1876
- Schöne Frauen. 1881
- Im Park zu Rodenstein. 1881
- Die beiden Gräfinnen. 1884
- Die Geheimnisse des Waldschlosses. 1885
- Ehen werden im Himmel geschlossen. 1886
- Das Erbfräulein. 1889